# セ゜
セ゚（セ゚、読みは チェ または ツェ）は、片仮名のひとつである「セ」の右肩に圏点「゜」を付けた文字。江戸時代に中国語やアイヌ語を表記する際に用いられた。また平仮名のせ゚（せ゚）は日本語の表記において使用例がある。文字コードでは、JIS X 0213に「セ゚」が登録されている。また、Unicodeにおいては、単体では表示されていないものの、連結用半濁点との合字「U+30BB U+309A（セ＋゜）」で表現できる。

## 概要
明から渡来した隠元隆琦によって寛文元年（1661年）に萬福寺が開山されると、唐音を片仮名で表記した書籍が多く上梓されたが、これらの刊本では片仮名の右肩に小さな圏点を付けることによって、通常の仮名とは異なる発音であることを表していた。そのひとつが「セ゜」であり、切（）や銭（）のように用いられている。寛文10年（1670年）刊行の『慈悲水懺法』では、「セ゜」の発音について「猶をチヱの二字を合しめて之を呼かごとし」としている。訳官系の史料である宝暦4年（1754年）刊行の『唐音世語』においても「セ゜」が用いられている。
寛政4年（1792年）に刊行された上原熊次郎によるアイヌ語辞書『もしほ草』では、「セ゜プマキナ」（cepmakina、道東の方言でワラビの新葉を意味する語）のように、表記に「セ゜」を用いた箇所が二つある。ただし上原の自筆稿本である『蝦夷語集』では、前述のcepmakinaを「チヱプマキナ」とするなど、表記において「セ゜」が用いられていない。また文政9年（1826年）頃の作と推定される高橋景保の蝦夷図においても、「セ゜プウントー」のようにアイヌ語地名の表記に「セ゜」が用いられている。
式亭三馬の作品では日本語の表記に平仮名の「せ゜」を用いた例があり、『七癖上戸』（1810年刊）に「ちつせ゜え」、『素人狂言紋切形』（1814年刊）に「小（）せ゜へ」という表記が見える。この「せ゜」については「ツェ」と発音する説も存在したが、前述した『慈悲水懺法』における発音の説明や、南仙笑楚満人の洒落本『くるわの茶番』において「チヱヽたばかられしか」という表現が見え、当時の日本語に「チェー」という音の存在が確認できることから、「チェ」と読むのが正しいとされる。
ただし大槻玄幹の『西音発微』（1826年刊）では「セ゜」の音を「ツエ」と表現しているほか、清水卯三郎の『ゑんぎりしことば』（1860年刊）も「セ゜」について「ツヱ」のような音としており、古川正雄の『絵入智慧の環』四編（1872年刊）も「ツェ」と同じ音を表す文字として「セ゜」をあげている。なお田宮仲宣の『和蘭文字早読伝授』（1814年刊）では平仮名の「せ゜」をTSEと表記しており、『中等教育日本文典』（1890年刊）にも「せ゜」が見える。

## さ゜
江戸時代に用いられた文字として、現代の「ツァ」に相当する「さ゚」や「サ゚」も存在する。日本語の表記においては、明和6年（1769年）刊行の洒落本『郭中奇譚』に片仮名の「サ゚」が見え、明和7年（1770年）刊行の『辰巳之園』には平仮名の「さ゚」が用いられている。式亭三馬の『浮世風呂』においても「おとつさ゚ん」などの用例が見え、文化11年（1814年）刊行の『片言雑話田舎講釈』においても「鼻ッ先（）」のように用いられている。今日においても用いられる半濁点とは異なり、1840年頃までには廃れた表記とされる（ただし前述した『絵入智慧の環』には「サ゚」が、『中等教育日本文典』には「さ゚」が見える）。
古くは先述の黄檗宗系唐音資料において片仮名の「サ゚」が中国語表記に用いられており、『慈悲水懺法』では発音について「猶をツアの二字を合しめて之を呼かごとし」としている。1676年に清から亡命した東皐心越の著書『琴譜』の写本においても「サ゚」が用いられている。『唐話纂要』（1718年刊）など岡島冠山の著書においても用いられているほか、前述の『唐音世語』（1754年刊）においても見られる。前述した『西音発微』（1826年刊）や『ゑんぎりしことば』（1860年刊）にも「サ゚」が見える。